# Beaubec-la-Rosière
Beaubec-la-Rosière – miejscowość i gmina we Francji, w regionie Normandia, w departamencie Sekwana Nadmorska.
Według danych na rok 1990 gminę zamieszkiwały 312 osoby, a gęstość zaludnienia wynosiła 24 osoby/km² (wśród 1421 gmin Górnej Normandii Beaubec-la-Rosière plasuje się na 601. miejscu pod względem liczby ludności, natomiast pod względem powierzchni na miejscu 209.).